# Oritvisión
El canal Oritvisión es un canal regional venezolano de carácter comunitario, con base en la población de Caicara del Orinoco en Venezuela. Este canal fue creado en noviembre de 2004 y puede ser visto en el Municipio Cedeño del estado Bolívar, en Venezuela (cuya capital es Caicara del Orinoco), y el canal puede ser visto en la frecuencia UHF por el canal 46. Víctor Moreno es el representante legal del canal.
Por ahora, Oritvisión no tiene página web.